# Вассерман Анатолій Олександрович
Анато́лій Олекса́ндрович Ва́ссерман (нар. 9 грудня 1952, Одеса, Українська РСР, СРСР) — російський громадський та політичний діяч, журналіст, публіцист, ерудит, пропагандист, політичний консультант, учасник телевізійних інтелектуальних ігор та блоггер українсько-єврейського походження, депутат Держдуми з 12 жовтня 2021, член фракції «Справедлива Росія — За правду». Співведучий програми «Думки знавців» на російському телеканалі «Столиця». З 27 січня 2016 громадянин Росії.
Відомий своїми українофобними висловами. Фігурант центру бази «Миротворець».

## Біографія
Народився 9 грудня 1952 в Одесі. Батько — Вассерман Олександр Анатолійович (нар. 1931 — пом. 2021), теплофізик, доктор технічних наук. Дід — Анатолій Соломонович (Товій Шулимович) Вассерман, кардіолог, уродженець містечка Єдинці (Хотинського повіту Бессарабської губернії), лікар-кардіолог, служив військовим лікарем (майор медичної служби) під час радянсько-фінляндської і Великої Вітчизняної воєн, у 1944 році був комісований внаслідок контузії. Старший брат діда — Еммануїл Соломонович Вассерман (1889 -?), під час війни майор медслужби, кавалер ордена Червоної Зірки (1944) і ордена Леніна. Бабуся — Любов Юхимівна (Ліба Хаймівна) Кізер-Вассерман, лікар-фтизіатр, головлікар туберкульозного санаторію «Аркадія». Мати — Баум Ліна Іллівна (1929—2013), головний бухгалтер магазину «Медтехніка». Дід — Ілля Володимирович (Велвилович) Баум, бухгалтер. Бабуся — Анна Давидівна Ошерович, домогосподарка.
Закінчив факультет теплофізики Одеського технологічного інституту холодильної промисловості (нині частина Одеської національної академії харчових технологій) за фахом інженер-теплофізик.
З 1974 до 1977 працював програмістом науково-дослідного сектору НВО «Холодмаш» (Одеса).
З 1977 до 1980 — програміст, до 1995 — системний програміст НДІ «Харчпромавтоматика» (Одеса).
З 1991 по теперішній час — журналіст (зокрема, у 1996—1999 — у комп'ютерних журналах), у 1994 балотувався у Верховну Раду України:
|  | При 24 кандидатах в окрузі зайняв 2-е місце, вийшов в другий тур, де поступився колишньому прокуророві району, в якому я обирався: він зібрав половину голосів, я трохи більше третини Інтерв'ю «Московському комсомольцю» |

З 6 вересня 1995 — політичний консультант.
Під час Виборів Президента України 2010, очолював громадську організацію «За Одессу, за Януковича!».
У 2012 був довіреною особою кандидата в народні депутати України по округу № 133 міста Одеси Ігора Маркова.
27 січня 2016 отримав російське громадянство. У тому ж році, на виборах до Державної думи VII скликання, висувався кандидатом в депутати по регіональному списку (м. Москва) від партії «Справедлива Росія». В своєму окрузі зайняв друге місце, поступившись представнику «Єдиної Росії» Антону Жаркову.
29 липня 2017 був внесений до Чистилища сайту «Миротворець» з формулюванням: «Публічне виправдання незаконної анексії Криму і російської агресії проти України. Виступає за поглинання України Росією, заперечує існування українського народу».
У 2021 році самовисуванцем подав заявку на реєстрацію кандидатом до Держдуми. Став одним з 11 осіб, що пройшли процедуру реєстрації на вибори. Балотувався у Преображенському одномандатному виборчому округу № 205 міста Москви. Як кандидат, був підтриманий чинною владою. Переміг за допомогою дистанційного електронного голосування, набравши 33,66 % голосів і обігнавши секретаря ЦК КПРФ Сергія Обухова, якого опозиція закликала підтримувати «Розумним голосуванням».

## Робота в ЗМІ
- Разом з Єгором Холмогоровим був ведучим програми «Реакція Вассермана» на НТВ
- Ведучий програми «Відкритим текстом» на РЕН ТВ
- Ведучий програми «Бесєдка з Анатолієм Вассерманом» на Радіо Комсомольская Правда

## Інтелектуальні ігри
Уперше на всесоюзному екрані з'явився 14 жовтня 1989 року у команді Нуралі Латипова в телевізійному клубі «Що? Де? Коли?», потім — у команді Віктора Мороховського на «Брейн-ринзі». У телевізійній «Своїй грі» одержав п'ятнадцять перемог поспіль у 2001—2002 роках і став найкращим гравцем десятиліття у 2004 році (переможець ювілейного турніру десятиліття програми). Дворазовий чемпіон України, чемпіон Москви (1 травня 2008 року) зі спортивної «Своєї гри». Учасник і кількаразовий переможець телевізійних «Ігор розуму». У складі команд зі спортивного «Що? Де? Коли?» ставав чемпіоном СНД (1993, 1994), чемпіоном України (1993, 1995, 2000), володарем Кубка України (1997, 1999, 2000, 2001).

## Політичні погляди
Стійких політичних поглядів не має. За власними словами спочатку був «палким лібералом», після чого змінив погляди і став називати себе соціал-демократом, також називав себе соціалістом з ухилом у комунізм, сталіністом, державником, макрсістом. Вассерман також є прихильником Володимира Путіна.
Постійно виступає із низкою заяв стосовно України, зокрема він вважає Україну частиною Росії та називає українську мову штучною, діалектом російської мови та вигадкою ворогів Росії. За його власними словами, він працює над розширенням кордонів Російської Федерації до меж кордонів СРСР 1946—1991 років.
|  | Українці – цілком очевидно невід'ємна частина російського народу. Саме тому, що практично всі громадяни нинішньої України є росіянами, будь-який "професійний українець", тобто той, хто сподівається отримати вигоду з відділення України від решти Росії, змушений задля цієї вигоди діяти проти інтересів величезної більшості громадян України (29.09.2022) |

Такі погляди оцінюються, як українофобські. Ще під час його проживання в Одесі відсіч подібним поглядам Вассермана дав журналіст і письменник Олег Кудрін у публікації «Печерний антиукраїнізм» («Одесский вестник», 1993). Після чого Анатолій Олександрович перестав друкуватися в одеській пресі й перейшов до публікацій в російських ЗМІ та в мережі Інтернет.
27 серпня 2009 в Одесі, під час мітингу підтримки кандидата в президенти України Віктора Януковича, назвав «помаранчеву» владу «бандою рудих клоунів».
10 квітня 2010 в особистому блозі висловив співчуття рідним та близьким «96 з 97 загиблих» в авіаційній катастрофі під Смоленськом та привітав загибель Президента Польщі Леха Качинського.
Послідовно критикує міжнародну політику США. Він не виключає, що США причетні до смерті колишнього президента Венесуели Уго Чавеса. Стверджує, що вбивство Муаммара Каддафі — це злочин, за який мають відповісти Барак Обама, Ніколя Саркозі, Девід Кемерон та Андерс Фог Расмуссен.
Уважає Юлію Тимошенко злодійкою, що заслуговує декількох довічних ув'язнень.
Прирівнює Всеукраїнське об'єднання Свобода до Націонал-соціалістичної робітничої партії Німеччини та вважає Олега Тягнибока нацистом.
У серпні 2013 розкритикував заборону ненормативної лексики в інтернеті, яку ініціював комітет Держдуми РФ у справах сім'ї та молоді. Припустив, що члени комітету самі не дозріли до дорослого розуму і міряють всю країну своїм мірилом. Виступає проти «антипіратського» закону, що захищає інтелектуальну власність. Анатолій Олександрович вважає, що заборона права копіювання суперечить людській якості, що відрізняє людину від тварини, а саме — здатність вчитися не тільки на своєму досвіді, а і на розповідях інших. На думку Вассермана ця заборона сприяє перетворенню людини на мавпу. Він впевнений, що необхідно скасувати всі реформи освіти за останні 30 років.
Вассерман вважає, що державні пенсії — це причина демографічної кризи і їх необхідно скасувати. На думку Анатолія Олександровича, пенсіонерів мають забезпечувати їхні діти. Він впевнений, що необхідно декриміналізувати проституцію.
Стверджує, що державі необхідно легалізувати всі види наркотичних речовин та психотропних препаратів і допустити їх у вільний продаж в аптеках, без рецепта.
Вассерман виступає за дозвіл на використання вогнепальної зброї з метою громадського самозахисту. Він переконаний, що ніякий порядок не зможе запобігти озброєним злочинам. Він також пропонує заборонити травматичну зброю.
Уважав, що Росія здатна перемогти Україну у війні за 4 дні.
|  | Операція увійде в історію як чотириденна війна, оскільки володарі нинішнього рекорду – п'ятиденної війни, [тож] збройні сили Російської Федерації прагнутимуть, як великі спортсмени, залишити запас на встановлення наступних рекордів (16.01.2022) |

17 травня 2022 року, під час засідання Держдуми РФ про обмін поранених «азовців» з Азовсталі, Вассерман висловив думку про те, що треба оформити заборону на «обмін воєнних злочинців — від тих, хто вбивав мирних мешканців, до тих, хто просто прикрасив себе нацистськими татуюваннями».
|  | Внаслідок нинішньої операції має бути повністю ліквідовано все здатне називатися «незалежною Україною», всі інші варіанти довели свою непрацездатність (15.04.2022) |

## Релігійні погляди
Відношення до релігії сформульоване особисто Вассерманом цілком вичерпно: «Я атеїст, причому атеїст не за звичкою, а за переконанням». Вассерман стверджує, що неіснування Бога досконало строго й однозначно виводиться як наслідок з теореми Геделя про неповноту.

## Особисте життя
У 14 років прочитав 15-томний енциклопедичний довідник із машинобудування.
У студентські роки (в 17 років) дав собі обітницю цнотливості, про що він, очевидно, зараз шкодує.
Протягом усього року носить однакові 7-кілограмові жилети з багатьма кишенями, у яких лежать ліхтарики, викрутки, парасольки, цизорики (складані ножики) тощо. Всього має два десятки жилетів, пошитих на замовлення.
Вільний час присвячує книгам, інтернету та періодичним виданням, колекціонує іграшкову зброю. Серед друзів носить жартівливе прізвисько «комп'ютер на танку». Вассерман вважає себе не євреєм, а росіянином єврейського походження.
Має молодшого брата Володимира, який є письменником та проживає в Одесі.
Племінниця — Марія Вассерман (1995).

## Гумор
В Інтернеті поширений гумор про Анатолія Вассермана, один з найвідоміших жартів — «Факти про Анатолія Вассермана», створені за зразком «фактів про Чака Норріса». Зокрема, жартують про його вкрай високий інтелект, бороду Анатолія і жилет з великою кількістю кишень (у передачі «Велика різниця» він розповів, що його жилет важить близько 7 кілограмів). Жарти про Вассермана можна знайти в присвячених йому статтях вікі-проектів Абсурдопедія і Луркомор'є. Отримав в Інтернеті прізвисько «Онотолє».
Сам Анатолій Вассерман не вважає ці жарти образливими й визнає, що деякі з них є досить дотепними.

## Судова справа
У грудні 2011 року Вассерман подав позов до Басманного суду Москви проти компанії «МеріДжейн», яка виробляла футболки з написом «Onotole» та зображенням людини, схожої на Вассермана. Згідно з позовом Вассерман вимагав виплатити йому компенсацію у розмірі 500 тис. рублів за незаконне використання його зображення та 150 тис. рублів на судові витрати. Виробник стверджував, що обличчя зображене на футболці — це не Вассерман, а інша особа — можливо, Карл Маркс або Зигмунд Фрейд. Але суд став на сторону позивача і задовольнив позов лише частково та зобов'язав компанію «МеріДжейн» виплатити Вассерману 110 тис. рублів.

## Обвинувачення в Україні
18 вересня 2015 року Служба безпеки України почала розслідування відносно Анатолія Вассермана за звинуваченням у сепаратизмі та розпалюванні національної ворожнечі. За запитом депутата Верховної Ради України від фракції «Блок Петра Порошенка» Олексія Гончаренка Слідчий комітет СБУ зареєстрував кримінальне провадження № 22015160000000251 за ч. 2 ст. 110 (сепаратизм) Кримінального кодексу України стосовно громадянина України Анатолія Вассермана за фактом розповсюдження ним протягом 2015 року матеріалів, що містять заклики до зміни кордонів і території України, у сукупності з розпалюванням національної ворожнечі.

## Санкції
За підтримку російського вторгнення на Україну перебуває під персональними міжнародними санкціями різних країн.
З 23 лютого 2022 року його занесли до санкційного списку всіх країн Європейського союзу за «дії та політику, які підривають територіальну цілісність, суверенітет і незалежність України та ще більше дестабілізують Україну».
З 24 лютого 2022 року перебуває під санкціями Канади.
З 25 лютого 2022 року перебуває під санкціями Швейцарії.
З 26 лютого 2022 року перебуває під санкціями Австралії.
З 11 березня 2022 року перебуває під санкціями Великої Британії.
З 18 березня 2022 року перебуває під санкціями Нової Зеландії.
З 24 березня 2022 року перебуває під санкціями Сполучених Штатів Америки.
З 12 квітня 2022 року перебуває під санкціями Японії.
Указом президента України Володимира Зеленського з 7 вересня 2022 року перебуває під санкціями України.